# 現代マンガ図書館
現代マンガ図書館（げんだいマンガとしょかん）は、東京都千代田区に所在する漫画専門の図書館。

## 沿革
1978年11月1日、貸本屋・山吹文庫を経営していた内記稔夫が、貸本に供していた自身のコレクションを基に開館した。それは、「マンガを資料として残したい」という内記の思いと、石子順造（漫画評論家）の「漫画は保存されるべきである」という主張に賛同した人々の協力があってのことだった。開館直後には手塚治虫も来館し、館長の内記を激励した。
2010年に「明治大学現代マンガ図書館」となり、蔵書コレクションは明治大学が開設予定の東京国際マンガ図書館（仮称）に受け入られる予定である。2012年春、「株式会社ないき」として法人化された。2012年6月、館長の内記が死去した。その後、内記の子孫が直接の運営を継承する。
「明治大学現代マンガ図書館」は、東京都新宿区から駿河台キャンパスへの移転を完了し、2021年3月19日にリニューアルオープンした。「米沢嘉博記念図書館」とカウンターサービスや閲覧室を一体化させたことにより、両館の蔵書を複合的に利用することが可能になった。
2022年には、岸田文雄首相が来館し、ちばてつや、里中満智子、弘兼憲史など国内の著名漫画家との懇談会が開催され、「大きな漫画の力を応援できるような環境整備を政治の役割として進めたい」として、将来の国を挙げての整備構想に言及した。

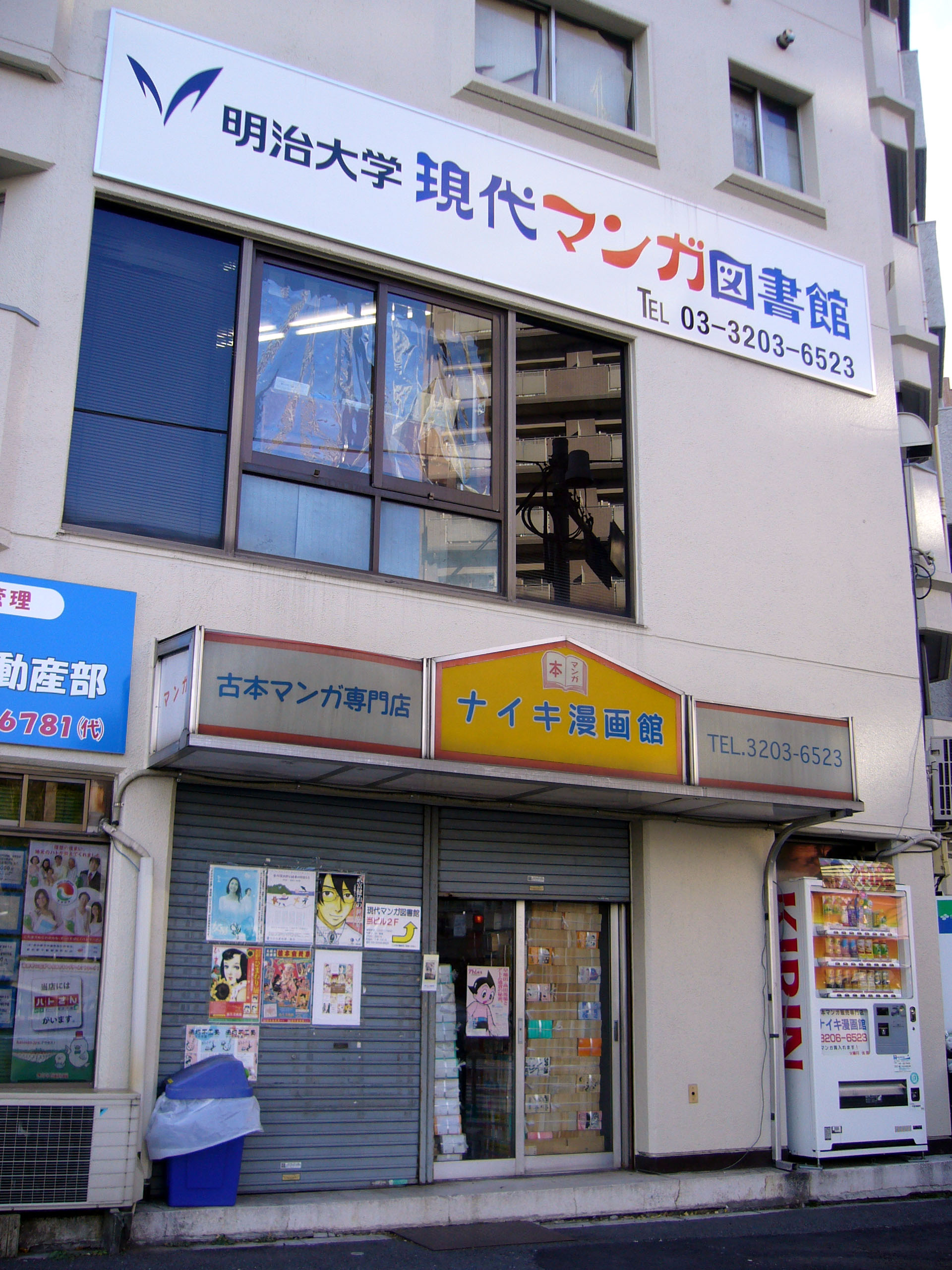
早稲田鶴巻町にあった頃の現代マンガ図書館

## コレクション
コレクションの規模は、開館時点では全国の協力者から寄せられたものも含めて3万冊、1997年時点で14万冊、2007年時点で18万冊を超え、京都国際マンガミュージアムに次いで多く、世界でも最大規模である。内訳は2006年7月時点で、本が約105,000冊、雑誌が約67,800冊、ほか同人誌など各種資料を揃えている。昭和30年代の貸本漫画が充実している点も特徴である。
漫画黎明期からの単行本や雑誌を含む大規模なコレクションは、漫画の歴史・文化研究に欠かせないものであり他に例を見ない貴重なものである。

## 利用
来館者は入館料（一般330円。会員制度による免除・割引特典有り）を支払い、蔵書1冊につき閲覧料110円を支払う。ただし、資料保存の観点より1979年以前に刊行された蔵書の閲覧は会員のみ。